# Verrey-sous-Drée
Verrey-sous-Drée è un comune francese di 56 abitanti situato nel dipartimento della Côte-d'Or nella regione della Borgogna-Franca Contea.

## Società

### Evoluzione demografica
Abitanti censiti